# Бидаш (кантон)
Бида́ш (фр. Bidache) — упразднённый французский кантон, находился в регионе Аквитания, департамент Атлантические Пиренеи. Входил в состав округа Байонна.
Код INSEE кантона — 6409. Всего в кантон Бидаш входило 7 коммун, из них главной коммуной являлась Бидаш.

## Население
Население кантона на 2012 год составляло 5850 человек.
| 1962 | 1968 | 1975 | 1982 | 1990 | 1999 | 2006 | 2012 |
| ---- | ---- | ---- | ---- | ---- | ---- | ---- | ---- |
| 4669 | 4287 | 4087 | 4176 | 4222 | 4355 | 5098 | 5850 |

## Коммуны кантона
| Коммуна         | Население, чел. (2012) | Почтовый индекс | Код INSEE |
| --------------- | ---------------------- | --------------- | --------- |
| Аранку          | 134                    | 64270           | 64031     |
| Бардос          | 1672                   | 64520           | 64094     |
| Бергуэ-Вьельнав | 128                    | 64270           | 64113     |
| Бидаш           | 1317                   | 64520           | 64123     |
| Гиш             | 933                    | 64520           | 64250     |
| Кам             | 865                    | 64520           | 64161     |
| Сам             | 801                    | 64520           | 64502     |